# سدیم سیکلوپنتادی‌انید
سدیم سیکلوپنتادی‌انید (انگلیسی: Sodium cyclopentadienide) یک ترکیب آلی فلزی حاوی سدیم با فرمول شیمیایی C5H5Na است.